# Дейбук
Дейбук (дарг. ДейбукI) — село Каякентского района Республики Дагестан в России. Входит в Сагаси-Дейбукский сельсовет.

## Географическое положение
В административном отношении принадлежит Каякентскому району, а географически расположено в качестве «анклава» на территории Дахадаевского района, в устье реки Дархикотты (бассейн реки Шинкакотты), в 120 км (по дороге) к юго-западу от центра сельсовета — села Сагаси-Дейбук.

## История
Постановлением от 30.10.1974 года перечислено из состава Дахадаевского района в Каякентский, в связи с переселением большей части населения в село Новый Дейбук (ныне Сагаси-Дейбук).

## Население
| 1888 | 1895 | 1926 | 1939  | 1970  | 1989 | 2002 |
| ---- | ---- | ---- | ----- | ----- | ---- | ---- |
| 1069 | ↘980 | ↗991 | ↗1161 | ↘1112 | ↘396 | ↗436 |
| 2010 | 2021 |      |       |       |      |      |
| ↘435 | ↘362 |      |       |       |      |      |

Национальный состав
По результатам Всероссийской переписи населения 2010 года:
| № | Национальность | Численность, чел. | Доля    |
| - | -------------- | ----------------- | ------- |
| 1 | даргинцы       | 431               | 99,08 % |
| 2 | другие         | 4                 | 0,92 %  |

## Этимология
Согласно местным преданиям, в доисламские времена в двух соседних соперничающих селениях Уркарах и Дейбук было два брата-правителя. Башни их были построены таким образом, что с одной всегда было видно другую. Во времена исламизации Дейбук принял ислам раньше, и поэтому ему было отдано предпочтение перед Уркарахом. Он получил право третейского судьи при возникновении каких-либо тяжб или споров между отдельными селениями округи. Это обстоятельство вызвало возникновение названия Девла бекI — ДевбекI — ДейбукI, буквально означающее «Голова слова», «Глава клятвы».

## Известные уроженцы
- Вагидов Абдулла Магомедович